# سيكس أكسيس
سيكس أكسيس (بالإنجليزية: Sixaxis)‏ هو جهاز تحكم بألعاب الفيديو لاسلكي من تصنيع سوني لمشغل ألعاب الفيديو بلاي ستيشن 3. قٌدِمَ جنبًا إلى جنب مع بلاي ستيشن 3 في عام 2006 وظل جهاز التحكم الرسمي للمشغل حتى عام 2008. استُبدِلَ سيكس أكسيس بدول شوك 3، وهو إصدار محدث من جهاز التحكم الذي تتضمن، مثل أجهزة تحكم دول شوك ودول شوك 2، تقنية اللمس - والمعروفة أيضًا باسم ردود فعل القوة. يمكن أيضًا استخدام جهاز تحكم سيكس أكسيس مع بي إس بي جو عبر البلوتوث بعد تسجيل جهاز التحكم على مشغل بلاي ستيشن 3.
صُمِمَ دول شوك 3 في الأصل ليضمن مع بلاي ستيشن 3 في الوقت المناسب لإصدار المشغل. ومع ذلك، كانت شركة سوني في خضم استئناف لقرار من دعوى قضائية عام 2004 تتضمن انتهاكًا لبراءات اختراع إميرسيون. كانت الشركتان على خلاف حول تقنية ردود الفعل اللمسية المستخدمة في أجهزة تحكم بلاي ستيشن السابقة. أدت المعركة القانونية إلى قرار لإزالة قدرات الاهتزاز من التصميم الأولي لجهاز تحكم بلاي ستيشن 3، والذي أصبح يُعرف باسم سيكس أكسيس.
يستخدم مصطلح «سيكس أكسيس» أيضًا للإشارة إلى تقنية استشعار الحركة في أجهزة تحكم بلاي ستيشن 3. هو تقلص «لمحاور الستة»، والذي يشير إلى القدرة على الإحساس بالحركة في جميع محاور درجات الحرية الست.[بحاجة لمصدر] الاسم تسمية خاطئة لأن هناك ثلاثة محاور فقط: X وY وZ، مما يسمح بست درجات من الحرية (الدوران حول كل محور والترجمة على طول كل محور). وهي أيضا مستوية.

## التاريخ

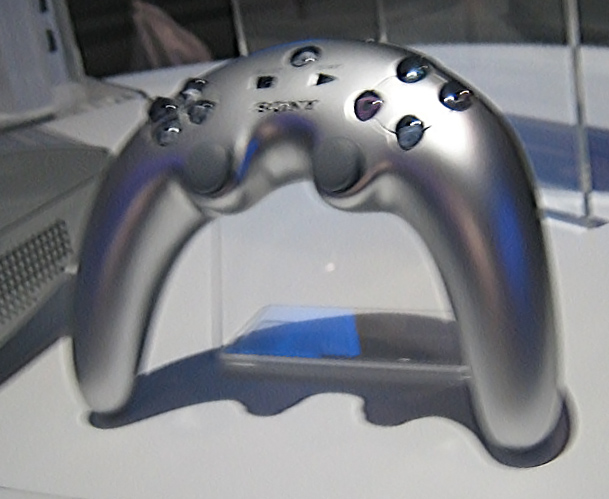
جهاز التحكم الأصلي «بومرينغ» أو «بنانا» الذي تٌخَلَى عنه بعد فترة وجيزة بعد استقباله السيئ.

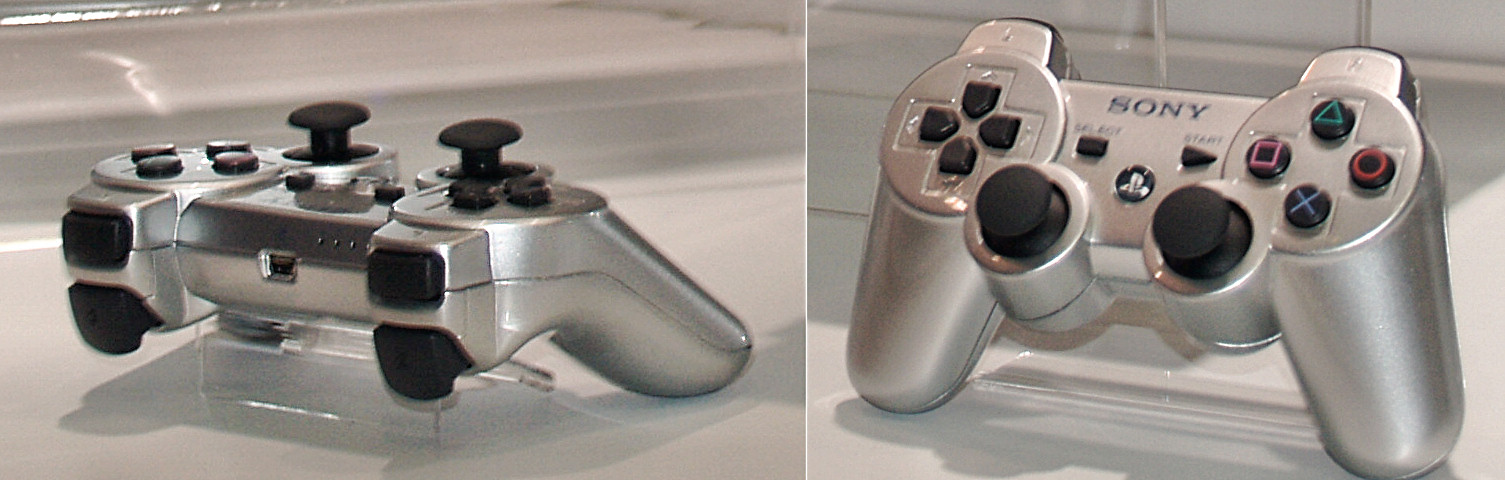
نموذج أولي من جهاز تحكم سيكس أكسيس الفضي كما هو موضح في معرض الترفيه الإلكتروني 2006، والذي لم يتميز بعلامة «سيكس أكسيس» في الأعلى.

في معرض الترفيه الإلكتروني 2005، عرضت سوني تصميم «بومرينغ» كجهاز تحكم بلاي ستيشن 3. مصحوبًا بالكثير من الانتقادات، معظمها بسبب مظهره، تٌخَلَى عن هذا التصميم لاحقًا. صرحت سوني لاحقًا أن جهاز التحكم الأصلي «صُمِمَ بشكل واضح جدًا كمفهوم تصميم، ولم يكن المقصود منه أن يكون جهاز التحكم النهائي، على الرغم مما قاله الجميع عنها».
في معرض الترفيه الإلكتروني 2006، أعلنت شركة سوني أن تصميم ذراع «بومرينغ» قد استُبدِلَ بسيكس أكسيس؛ جهاز تحكم لاسلكي حساس للحركة، مماثلة في التصميم العام لأجهزة تحكم بلاي ستيشن دول شوك السابقة. ضُمِنَ جهاز التحكم مع جميع الأنظمة الجديدة منذ الإطلاق وحتى طرح نموذج 80 غيغابايت (CECHKxx وCECHLxx وCECHMxx)، استبدل سيكس أكسيس بدول شوك 3 الجديد الذي أضاف ميزة الاهتزاز مع الاحتفاظ بالتصميم والميزات والوظائف الخاصة بسيكس أكسيس. فيما بعد يُتَخَلَّص تدريجيًا من جهاز تحكم سيكس أكسيس واستبداله بجهاز تحكم دول شوك 3 تمامًا ولم يعد يُنتَج في أي منطقة. نجا سيكس أكسيس أطول فترة في أوروبا، حيث اشتملت حزمة ميتال غير سوليد 4: غنز أوف ذا بتريوتس للبلاي ستيشن 3، التي صدرت في صيف عام 2008، على سيكس أكسيس.

في عام 2011، أعلنت شركة سوني أن مشغل بلاي ستيشن فيتا المحمول الجديد سيكون له قدرات استشعار الحركة سيكس أكسيس.

## الميزات والتصميم
ومن الميزات الرئيسية لجهاز تحكم سيكس أكسيس، ومن حيث يشتق اسمها، هي القدرة على الإحساس على حد سواء الدوران التوجيه ومتعدية تسارع طول كل محاور ثلاثية الأبعاد، وتوفير ست درجات من الحرية. أصبح هذا موضوعًا مثيرًا للجدل، حيث أُعلِن عن ظروف الإعلان، بعد أقل من ثمانية أشهر من كشف نينتندو عن إمكانات استشعار الحركة في جهاز تحكم وي ريموت لمشغل وي الجديد، مما أدى إلى توقعات بأن إضافة استشعار الحركة كانت بمثابة قرار شركة سوني في المرحلة المتأخرة باتباع خطوة نينتندو. ما زاد من تأجيج التوقعات هو حقيقة أن لعبة وارهاك كانت اللعبة الوحيدة التي عُرضت في معرض الترفيه الإلكتروني في ذلك العام والتي أظهرت ميزة استشعار الحركة.[بحاجة لمصدر]  أيضًا، قالت إنكوغنيتو إنترتنمنت بعض التعليقات، مطور وارهارك، أنها تلقت أجهزة تحكم للتطوير مع ميزة استشعار الحركة قبل معرض الترفيه الإلكتروني فقط أو نحو ذلك قبل 10 أيام. أوضح المطور بريان آبتون من سانتا مونيكا ستوديو في وقت لاحق أن إنكوغنيتو كانت تعمل سرا على تقنية استشعار الحركة «لفترة من الوقت»، ولكنها حٌجِبَت أيضًا عن جهاز تحكم يٌعمَل عليه حتى «الأسابيع القليلة الماضية قبل معرض الترفيه الإلكتروني».
يتميز سيكس أكسيس بحساسية تشابهية أدق من دول شوك 2، وزادت إلى دقة 10 بت من دقة 8 بت لدول شوك 2. يستخدم جهاز التحكم أيضًا كلاً من الإشارات التشابهية والرقمية في وقت واحد في جميع الأوقات أثناء اللعب. حٌذِفَ الإطار الموجود أسفل مفاتيح L2 وR2 وجٌعِلَت هذه المفاتيح تشبه الزناد، حيث يحدد نطاق السفر درجة الإدخال التشابهي بدلاً من نطاق الضغط. بدلاً من مفتاح الوضع «التشابهي» لأجهزة التحكم التشابهية المزدوجة السابقة من سوني (دول أنالوغ ودول شوك ودول شوك 2) يوجد «مفتاح PS» يشبه الجوهرة مع شعار بلاي ستيشن، والذي يمكن استخدامه للوصول إلى القائمة الرئيسية أو إكس إم بي (بعد إصدار برنامج النظام 2.40)، قم بتبديل مدخلات جهاز التحكم وتشغيل المشغل أو جهاز التحكم أو إيقاف تشغيله. وهي تؤدي وظيفة مشابهة لمفتاح «Guide» الموجود على جهاز تحكم إكس بوكس 360 من مايكروسوفت، أو مفتاح «Home» على جهاز تحكم وي ريموت.

### عدم وجود القدرة على الاهتزاز
أعلنت شركة سوني أنه بسبب مستشعرات الحركة المضمنة، أُزيلَت ميزة الاهتزاز في أجهزة تحكم بلاي ستيشن السابقة، مشيرة إلى أن الاهتزاز سيتداخل مع استشعار الحركة. هذا جعل جهاز تحكم بلاي ستيشن 3 اللاسلكي يشعر بالضوء للاعبين الذين اعتادوا على أجهزة التحكم الأثقل مثل دول شوك. أعربت شركة إميرسيون، مطورة هابتيكس، التي رفعت دعوى قضائية ضد شركة سوني بنجاح عن انتهاك براءات الاختراع، عن تشككها في الأساس المنطقي لشركة سوني، حيث صرح رئيس الشركة فيكتور فيغاس في مقابلة، «لا أعتقد أنها مشكلة صعبة للغاية لحلها، وقد إيميرسيون سيسعدهم حل هذه المشكلة من أجلهم»، بشرط أن تسحب سوني استئنافها لحكم التعدي على براءات الاختراع. كان وي ريموت، وهو جهاز تحكم استشعار الحركة معاصر آخر، قادرًا على دمج الاهتزازات. أكدت إيميرسون لاحقًا على التوافق مع استشعار الحركة عند تقديم الجيل التالي من تقنية ردود الفعل الاهتزازية توش سينس. كانت التصريحات اللاحقة من شركة سوني ترفض الحجج المقدمة من إيميرسون، حيث صرح نائب الرئيس الأول للتسويق في سوني كمبيوتر إنترتينمنت أمريكا، بيتر ديل، «يبدو أن الأشخاص في إيميرسون يتطلعون إلى نوع من التفاوض من خلال الصحافة ومحاولة عرض قضيتهم لنا... لقد تحدثنا عن إمكانية أن تتداخل هذه الدمدمة مع جهاز تحكم سيكس أكسيس.»
ومع ذلك في بيان صحفي صدر بعد حوالي ثمانية أشهر، قال فيل هاريسون، رئيس شركة سوني للاستوديوهات العالمية، إنه لا يرى حاجة للدمدمة في أجهزة تحكم سوني، وأنها كانت «ميزة الجيل الأخير» وأنه يعتقد «استشعار الحركة هي ميزة الجيل التالي.» وأضاف أن الدمدمة وأشكال أخرى من التعليقات ستظل ذات قيمة لأنواع معينة من الألعاب، ولكن من المحتمل أن تأتي من أجهزة تحكم من شركات الطرف الثالث. قررت شركة سوني لاحقًا تضمين وظيفة الدمدمة في جهاز تحكم دول شوك 3 الخاص بهم.

### التكنولوجيا اللاسلكية
في تغيير عن أجهزة تحكم بلاي ستيشن السابقة، يتميز جهاز تحكم سيكس أكسيس باتصال لاسلكي يعتمد على معيار بلوتوث. ومع ذلك، فإن سيكس أكسيس يفتقر إلى «وضع اكتشاف» بلوتوث، والذي يستخدم عادة للاتصال بأجهزة بلوتوث لاسلكيًا، لذلك يلزم وجود اتصال ناقل تسلسلي عام سلكي لإعداد سيكس أكسيس بعنوان بلوتوث المناسب قبل إجراء اتصال لاسلكي. عند استخدامه مع بي إس بي جو، يلزم وجود بلاي ستيشن 3 لإعداد سيكس أكسيس.
تتوافق أجهزة تحكم بلاي ستيشن 3 مع حواسيب أبل ماكنتوش المزودة بتقنية بلوتوث، دون الحاجة إلى برامج خارجية. أُنشِئَت حلول بديلة تسمح باستخدام أجهزة تحكم سيكس أكسيس ودول شوك 3 على الحواسيب وأجهزة الأندرويد على الرغم من هذا القيد، باستخدام برامج مخصصة وبرامج تشغيل بلوتوث أو في حالة أندرويد، تطبيق والوصول إلى الروت.

### الطاقة
يتميز جهاز تحكم سيكس أكسيس اللاسلكي بوجود 3.7 فولت بطارية ليثيوم أيون، والتي توفر ما يصل إلى 30 ساعة من اللعب المستمر بشحن كامل. تتوفر أيضًا بطاريات بديلة من الطرف الثالث. لم يكن يُعتقد في الأصل أن البطارية قابلة للاستبدال عندما صرح متحدث باسم سوني أن سيكس أكسيس يجب أن يعمل «لسنوات عديدة قبل أن يكون هناك أي تدهور من حيث أداء البطارية. عندما يحدث هذا، وإذا حدث ذلك، فبالطبع ستقدم سوني خدمة لاستبدال هذه العناصر». في وقت لاحق، كُشِفَ عن أن سيكس أكسيس جاء مع تعليمات حول كيفية إزالة البطارية وأن البطارية كانت قابلة للإزالة بالكامل. يستخدم دول شوك 3 هذه البطارية أيضًا.
يمكن لسيكس أكسيس أيضًا سحب الطاقة عبر كابل ناقل تسلسلي عام عبر موصل النمط بي من الناقل التسلسلي العام المصغر في الجزء العلوي من جهاز التحكم. يسمح ذلك باستخدام جهاز التحكم عندما تكون البطارية منخفضة ويستخدم أيضًا لشحن البطارية. عند الاتصال عبر الناقل التسلسلي العام، سيتواصل جهاز التحكم مع المشغل عبر اتصال الناقل التسلسلي العام، بدلاً من الاتصال لاسلكيًا. ينطبق هذا أيضًا على دول شوك 3.

### الثنائيات الباعثة للضوء

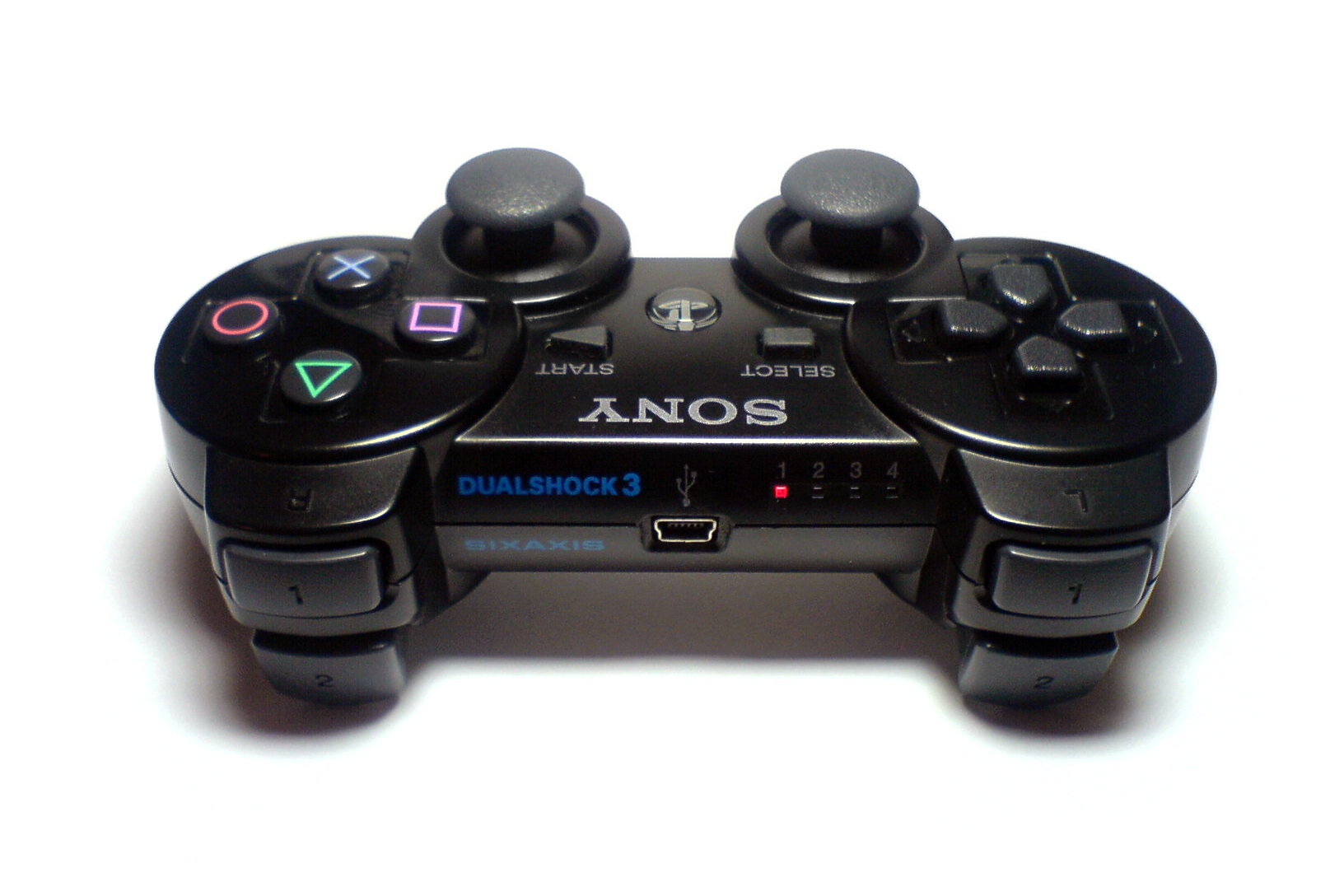
الجزء العلوي من جهاز تحكم دول شوك 3، أضواء الثنائيات الباعثة للضوء على اليمين

يوجد في الجزء العلوي من جهاز التحكم صف من أربعة ثنائيات باعثة للضوء مرقمة، والتي تُستخدم لتحديد وتمييز أجهزة التحكم اللاسلكية المتعددة. تشبه هذه المؤشرات الموجودة على وي ريموت وحلقة الضوء في جهاز تحكم إكس بوكس 360. نظرًا لأن بلاي ستيشن 3 يدعم ما يصل إلى 7 أجهزة تحكم، لكن جهاز التحكم يتميز فقط بـ4 مصابيح ثنائيات باعثة للضوء، تُمَثَّل أجهزة التحكم 5 و6 و7 كمجموع لمؤشرين آخرين (على سبيل المثال، يُمَثَّل جهاز التحكم 5 بواسطة مؤشرات مضيئة '4' و '1' في نفس الوقت، يعني أن 4 + 1 = 5). حصلت سوني أيضًا على براءة اختراع لتقنية لتكون قادرة على تتبع حركة مصابيح الثنائيات الباعثة للضوء هذه باستخدام كاميرا بلاي ستيشن آي لاستخدامها جنبًا إلى جنب مع جهاز تحكم بلاي ستيشن موف. على الرغم من أن هذا لم يُستَخدَم مطلقًا مع دول شوك 3، فإن خليفته، دول شوك 4، يتميز بشريط ضوئي يستخدم لتتبع الحركة، بالإضافة إلى تحديد اللاعب.